# Bowmanstown, Pennsylvania
Bowmanstown là một thị trấn thuộc quận Carbon, tiểu bang Pennsylvania, Hoa Kỳ. Năm 2010, dân số của thị trấn này là 937 người.